# Marine Le Pen
Marion Anne Perrine "Marine" Le Pen (Neuilly-sur-Seine, Hauts-de-Seine, 1968. augusztus 5. –) francia ügyvéd, politikus. A szélsőjobboldali Nemzeti Tömörülés(RN) tagja, 2011 és 2021 között annak elnöke volt. 2012-ben, 2017-ben és 2022-ben indult a francia elnöki posztért. 2017 óta a Pas-de-Calais megye 11. választókerületének a képviselője a Nemzetgyűlésben. 2022 júniusa óta a Nemzeti Tömörülés parlamenti frakciójának a vezetője.
Le Pen Jean-Marie Le Pen volt pártvezér legfiatalabb lánya, és Marion Maréchal volt Nemzeti Front(FN) képviselő nagynénje. Le Pen 1986-ban csatlakozott az FN-hez. 1998–2004 és 2010–2015 között Nord-Pas-de-Calais régió, 2004–2010 között Île-de-France régió, és 2015–2021 között Hauts-de-France régió tanács tagja volt. 2008 és 2011 között Hénin-Beaumont önkormányzatának volt a tagja. 2004 és 2017 között az Európai Parlament képviselője volt. 2011-ben átvette apjától az FN vezetését. 2012-ben a harmadik helyen végzett az elnökválasztáson a szavazatok 17,9%-ával, François Hollande és Nicolas Sarkozy mögött. 2017-ben a második helyen végzett az elnökválasztáson a szavazatok 21,3%-ával, Emmanuel Macron mögött. 2022-ben szintén a második helyen végzett az elnökválasztáson a szavazatok 23,1%-ával, Emmanuel Macron mögött.
Le Pen a Nemzeti Front imázsának a javítása érdekében a rasszizmussal és antiszemitizmussal vádolt tagokat kizárta a pártból. Édesapját 2015 augusztusában zárta ki a pártból, miután vitatott kijelentést tett a Holokausztra. Le Pen 2025-ben adott interjújában, erről úgy nyilatkozott, hogy élete egyik nagy hibájának tartja apja kizárását, amit nem tud magának megbocsájtani. Le Pen enyhített a pártja korábbi nézetein mint pl. az azonos neműek házassága, az abortusz és a halálbüntetéssel kapcsolatban, miközben továbbra is megmaradt az erősen bevándorlás ellenesség, a nacionalizmus és a protekcionizmus támogatása. Támogatja a gazdasági nacionalizmust, a kormány intervenciós szerepét részesíti előnyben, és ellenzi a globalizációt és a multikulturalizmust. Támogatja a szigorú bevándorlás korlátozást és az állatok rituális mészárlásának a betiltását, mint pl. a halal és a kóser vágás. Az orosz–ukrán háború előtt támogató nyilatkozatokat tett Oroszország és Putyin felé, szorosabb együttműködést szorgalmazva. Le Pen a háborút elítélte, de kijelentette, hogy Oroszország „újra Franciaország szövetségesévé válhat, ha véget ér a háború”. Az Izrael–Hamász háborúban Izraelt a támogatásáról biztosította.
A Time Le Pen-t 2011-ben és 2015-ben a világ 100 legbefolyásosabb embere közé sorolta. 2016-ban a Politico az Európai Parlament második legbefolyásosabb képviselőjének választotta Martin Schulz, az Európai Parlament elnöke után. 2024-ben a Le Figaro Franciaország legnépszerűbb politikusának választotta.

## Tanulmányai
Saint-Cloud-ban érettségizett, Párizsban a Panthéon-Assas Egyetemen szerzett jogász diplomát 1990-ben, azután büntetőjogi szakvizsgát tett. Az 1990 februárjában megalakult, és a Nemzeti Fronthoz közel álló CNEP (Párizsi Diákok Nemzeti Köre) vezetőségének tagja volt, és egy ideig tiszteletbeli elnöke is. 1992-ben megkapta az ügyvédi pályaalkalmassági engedélyt, és a Párizsi Alsófokú Bíróságon lett védőügyvéd, elsősorban gyorsított eljárási ügyekben. Franciaországban illegálisan tartózkodó külföldieket is védett. 1998-ban hagyta abba az ügyvédi tevékenységét.

## Politikai pályafutása
Marine Le Pen 1986-ban csatlakozott a Nemzeti Fronthoz. Az 1993-as helyhatósági választásokon Párizs 17. kerületében a NF jelöltjeként a szavazatok 11,10%-át tudta csak megszerezni.
1998-ban a párt jogi szekciójának lett a vezetője, s ezt a tisztséget 2003-ig töltötte be. 1998-ban szerezte meg első politikai mandátumát, amikor bekerült a Nord-Pas-de-Calais megye regionális tanácsába, s ahol 2004-ig működött.
A 90-es évek végén a NF belső válságon ment keresztül, s amikor 2000-ben Marine lépett a Génération Le Pen élére, azon dolgozott, hogy „szalonképesebbé” tegye a pártot.
2002-ben újra beválasztották Nord-Pas-de-Calais regionális tanácsába, 2004-ben pedig az Île-de-France képviselőjeként bekerült az Európai Parlamentbe. 2005-ben az európai alkotmány létrehozása, a Római szerződés (2004) ellen kampányolt.
Marine befolyása egyre nőtt a párton belül. Jacques Bompard-t, Orange polgármesterét kizárták a párt politikai bizottságából, mert bírálta a helyzetet. Bompard sztálinista módszerek alkalmazásával vádolta Jean-Marie Le Pent és kilépett a pártból.
A Nemzeti Front bordeaux-i kongresszusán 2007-ben a szavazók 75,76%-a tartotta alkalmasnak Marine-t a pártelnöki posztra, az apa döntési jogkörrel rendelkező elnökhelyettessé nevezte ki leányát a kongresszuson.
A 2007-es franciaországi elnökválasztáson Jean-Marie Le Pen választási kampányának stratégiai igazgatója volt. Sikerült rávennie apját, hogy tovább javítsák, finomítsák a párt imázsát. Egyik választási plakátjuk a bevándorlás problémájára hívta fel a figyelmet egy Magrebből származó francia lány képével, aki lefelé fordított hüvelykujjal mutatott a kampány egyik jelmondatára: állampolgárság-beolvadás-társadalmi felemelkedés-laicitás. a jobb/bal mindent elrontott. Marine Le Pen szerint a franciaországi pártok egyike sem tudott megoldást találni a felvetett kérdésekre, viszont a külföldről bevándorolt franciák egy része válaszra vár.
2007-ben Hénin-Beaumont-ba költözött, Pas-de-Calais megyébe. Ellenfelei politikai ejtőernyőzést vetettek szemére. Le Pen azzal utasította vissza a vádakat, hogy már 1998-ban beválasztották Nord-Pas-de-Calais regionális tanácsába. Azért választotta ezt a bányászkörzetet, mert Franciaország legfőbb problémái, a munkanélküliség, üzemek, gyárak, bányák bezárása és delokalizációja, valamint a létbizonytalanság Hénin-Beaumont-ban mind megtalálhatók.
2011. január 16-án a tours-i kongresszus a párt elnökévé választotta Marine-t. Az amerikai Time magazin 2011-ben A világ 100 legbefolyásosabb személyisége közé sorolta.
A 2012-es franciaországi elnökválasztás első fordulóján a szavazatok 17,90%-át szerezte meg. Választási ígéreteit 12 pontban foglalta össze:
- A nyugdíjak és a legalacsonyabb fizetések emelése.
- A tömeges bevándorlás megállítása, a francia állampolgárok élvezzenek elsőbbséget a munkaerőpiacon, a szociális juttatások (lakás) terén.
- A közbiztonság erősítése.
- A közerkölcs javítása, vissza kell adni a francia népnek a döntéshozatalhoz való jogát népszavazás útján.
- Hatékonyan működő közszolgálat megszervezése, minőségi egészségügyi ellátás minden francia állampolgár számára.
- A gyermeküket egyedül nevelő, vagy főállású anyák pénzügyi támogatása.
- Tudásorientált oktatási intézményekre van szükség, az iskolákban helyre kell állítani a fegyelmet és a teljesítmény, a tudás, szorgalom alapján történő érdemi elbírálást.
- Fel kell lendíteni a hazai ipari termelést észszerű vámkorlátozások bevezetésével.
- Meg kell szüntetni a nemzetközi pénzpiacoktól való függőséget, hogy ki lehessen lépni az adósságspirálból.
- Újra kell tárgyalni az uniós szerződéseket a nemzeti szuverenitás visszaszerzése érdekében.
- Érvényesíteni kell a köztársasági laicitást a politikai–vallási követelések ellenében.
- Franciaország diplomáciai és katonai függetlenségének visszaszerzése.

A Nemzeti Front alapító tagja volt a Európai Nemzeti Mozgalmak Szövetségének. 2013 őszén Marine Le Pen elnöksége alatt a párt kilépett a szövetségből.
2015. augusztus 20-án Marine Le Pen kezdeményezésére a Nemzeti Pártból kizárták az alapító Jean-Marie Le Pent.

## Magyar vonatkozás
Marine Le Pen a 2022-es franciaországi (sikertelen) elnökválasztási kampányára 10,6 millió euró, akkori árfolyamon mintegy 4,1 milliárd forintnyi hitelt kapott a Mészáros-féle MKB Banktól.

## Írásai
- À contre-flots, autobiographie, Párizs. 2006. ISBN 978-2-7339-0957-7
- Pour que vive la France,  Párizs. 2012. ISBN 978-2-7339-1182-2